# Ulaangom

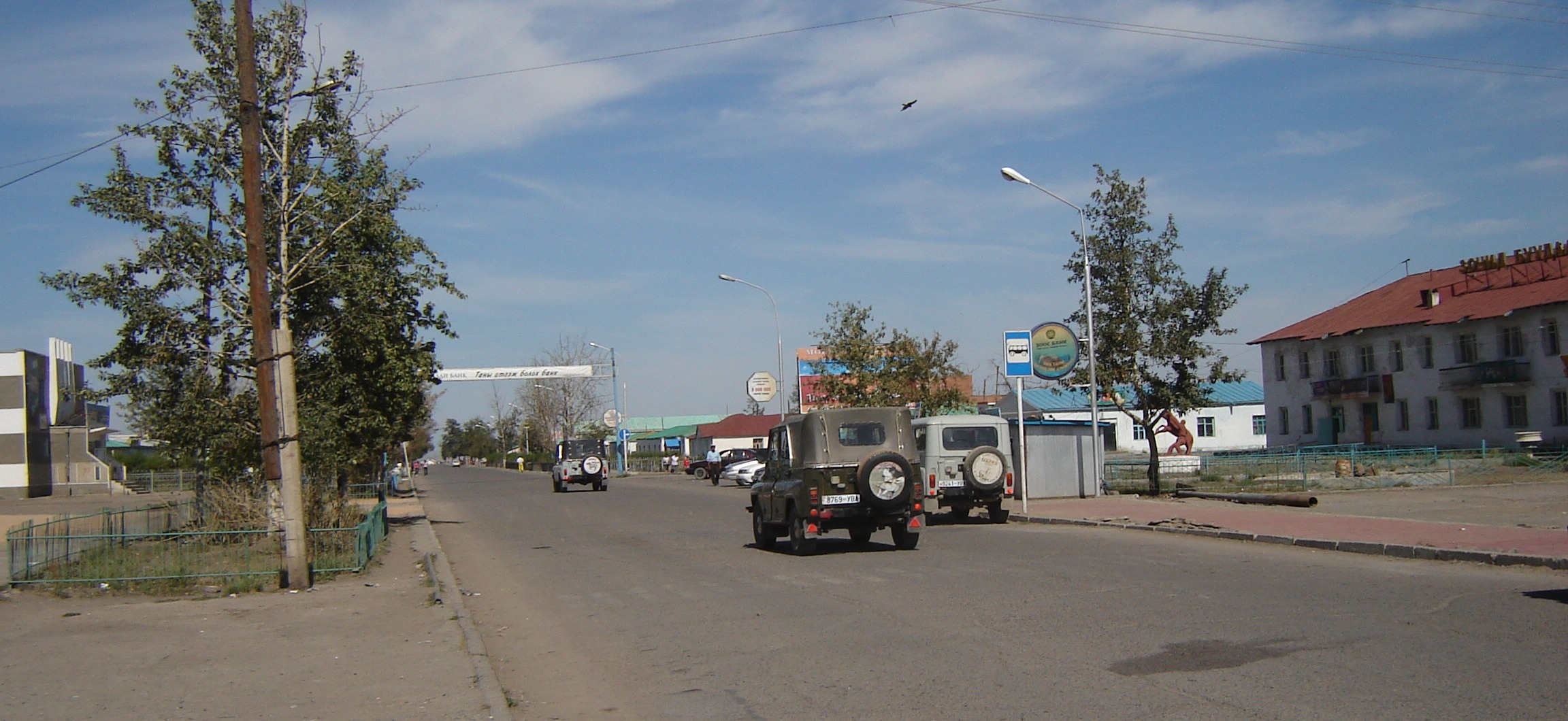
Ulaangom, hoofdstraat

Ulaangom (Mongools: Улаангом, Rode vallei) is de hoofdstad van de ajmag (provincie) Uvs in Mongolië. De stad ligt op de hellingen van de Charchiraa, 26 km ten zuidwesten van het meer Uvs Nuur en 120 km ten zuiden van de Russische grens.

## Geografie
De stad telde in 2016 30.688 inwoners, dat is 38% van de totale bevolking van de ajmag Uvs. De plaats bestaat uit twee delen met de namen Chandmani (Mongools: Чандмань) en Uliasny Khev (Mongools: Улиасны Хэв). Ulaangom is een van de laagste delen van Mongolië, het is gelegen op een hoogte van 940 meter.
In Ulaangom staat een consulaat van de Russische autonome republiek Toeva; een vertegenwoordigend kantoor van de ajmag Uvs staat in Kyzyl, de hoofdstad van Toeva.

## Cultuur
De stad telt nog een aantal monumenten uit het communistisch tijdperk, zoals een standbeeld van Joemjaagin Tsedenbal voor het provinciegebouw. Hij werd in de provincie Uvs geboren en leidde het land meer dan 40 jaar. In de stad zijn een aantal onderwijs- en culturele organisaties aanwezig. Er is een afdeling van een universiteit gevestigd, en er zijn vijf middelbare scholen.

## Geschiedenis
Ulaangom is vermoedelijk ontstaan rond 1686. In 1871 werd er een klooster gesticht met de naam Detsjinravjaa. Er zijn aanwijzingen dat er aan het eind van de 17e eeuw in het gebied rond Ulaangom graan werd verbouwd.

## Transport
Ulaangom is via de weg verbonden met de Russische grens. Elektriciteit wordt uit de Russische Federatie ingevoerd. Het oude vliegveld is niet meer in gebruik. Het nieuwe vliegveld met de naam Deglii Tsagaan, dat in de zomer van 2011 klaar was, ligt ten noorden van de stad. Per 2017 was Hunnu Air de enige maatschappij die regelmatig op Ulaanbaatar vliegt.

## Klimaat
Ulaangom heeft een koud steppeklimaat, code BSk volgens de klimaatclassificatie van Köppen. De winters zijn lang, koud en droog, de zomers vrij warm met wat meer neerslag. De jaarlijkse neerslaghoeveelheid bedraagt gemiddeld 130 mm, de minst droge maand is juli met 35 mm. Wegens de ligging in een vallei, en de nabijheid van het Siberisch hogedrukgebied in de winter, is het in Ulaangom door een inversielaag kouder dan op de berghellingen; het is een van de koudste plaatsen in Mongolië. De gemiddelde maximumtemperatuur overdag bedraagt in januari -26°C en in juli 25,5°C; het gemiddeld minimum ligt in januari rond -36°C.